# Биохимия (журнал)
«Биохимия» — российский рецензируемый научный журнал биологического профиля. Журнал «Биохимия» (и его англоязычная версия "Biochemistry (Moscow)" публикует статьи по биохимии, а также статьи с результатами исследований по биохимическим аспектам физиологии, молекулярной биологии, микробиологии, биоорганической химии, биомедицины и иммунологии. В журнале публикуются как экспериментальные и теоретические работы, так и обзоры текущих исследований.
Входит в Список научных журналов ВАК.
Импакт-фактор Web of Science (2020 г.): 2.487
SJR Q2 (для биохимия - медицина) и Q3 (для биохимия-биоорганическая химия). 
Импакт-фактор РИНЦ (2017 г.): 2.102
Главный редактор — Ольга Анатольевна Донцова, академик РАН, доктор химических наук.
- ISSN бумажной версии: 0006-2979
- ISSN электронной версии (англ.): 1608-3040[2]

## История журнала
Журнал "Биохимия"/"Biochemistry (Moscow)" издается более 80 лет. История его создания изложена академиком С. Е. Севериным, главным редактором журнала с 1967-1988 гг., в статье к полувековому юбилею «основного биохимического журнала СССР» т. 51, вып. 1, с. 3–8, 1986, где дан обзор развития биохимических исследований в дореволюционной России и мире, проанализированы предпосылки создания специального биохимического журнала, возникшие к 1936 г., проанализированы важнейшие направления научных исследований и научных школ в стране. В дореволюционной России не было специализированных научных институтов, и биохимические исследования проводились на медицинских кафедрах университетов, в Военно-медицинской академии и в химическом отделе Института экспериментальной медицины в Санкт-Петербурге. В последние годы ХIХ и в начале ХХ столетия И. П. Павлов, первый российский Нобелевский лауреат, проводил свои замечательные исследования по биохимии и физиологии пищеварения . Классическими и основополагающими были и остаются работы А .Я. Данилевского и И. П. Павлова, где впервые постулируется белковая природа ферментов, работы М. В. Ненцкого и И. П. Павлова относительно механизма образования мочевины в организме.
Эти исследования проводились в стенах Петербургского, затем Ленинградского университета. В Москве крупным биохимическим научным центром была университетская кафедра медицинской химии, организованная А.Д. Булыгинским в 1867 г. Здесь в 1901–1905 гг. проводил исследования по азотистым небелковым соединениям мышц, приведшие к открытию карнозина, В. С. Гулевич, возглавивший кафедру биологической и медицинской химии Московского университета в 1907 г. Результаты своих трудов он и другие ученые того времени печатали в немецких научных журналах. В Москве в 1920 г. по инициативе академика А. Н. Баха был организован Институт биохимии. Позже, в 1936 г. А. Н. Бах основал журнал "Биохимия", который сначала выходил под его редакцией, а затем, после его кончины в 1946 г., журнал возглавил В. А. Энгельгардт. В 1967 г. В. А. Энгельгардт создал журнал «Молекулярная биология», и редколлегию «Биохимии» возглавил С. Е. Северин. В 1988 г. его сменил на этом посту В. П. Скулачев. В журнале печатались пионерские работы В. А. Энгельгардта, В. А. Белицера и Е. Т. Цыбаковой по окислительному фосфорилированию (т. 4, 516–534, 1939 г.), позже — В. А. Энгельгардта и М. Н. Любимовой, посвященные механо-химии мышечного сокращения и АТФазной активности миозина (т. 7, 205–231, 1942 г.). В 1937 г. опубликовал свои работы А. Е. Браунштейн, открывший переаминирование аминокислот. Исследования структуры ферментов трансаминирования были продолжены и развиты и получили отражение в публикациях совместно с М. М. Шемякиным в 1953 г., Ю. А. Овчинниковым в 1972–1975 гг., Б. К. Вайнштейном.
По страницам журнала можно проследить формирование основных направлений научных исследований и научных школ, которые внесли вклад в развитие не только отечественной, но и мировой науки. В «Биохимии» печатали свои работы А. Н. Бах и А. И. Опарин с сотрудниками; А. А. Красновский, исследования которого по фотосинтезу принесли ему всемирную славу, А. Н. Белозерский, по инициативе которого в 1965 г. была организована в МГУ межфакультетская проблемная лаборатория биоорганической химии и молекулярной биологии, ныне называющаяся Институтом физико-химической биологии имени А.Н. Белозерского. Среди публикаций этой школы можно особо выделить работу А. С. Спирина, Б. Ф. Ванюшина и др., опубликованную в 1957 г. (т. 22, 744–754), которая положила начало геносистематике. Через 50 лет, в 2007 г., журнал отметил это событие выпуском специального тематического номера. Сотрудник Института им. А. Н. Белозерского Б. Ф. Ванюшин и поныне печатается в «Биохимии» (т. 81, вып. 1, 3–17, 2016 г.).